# Command & Conquer
Command & Conquer [kəˈmɑ:nd ænd ˈkɒŋkəʳ] (abgekürzt C&C oder CnC; engl. „kommandiere & erobere“ bzw. „Kommandieren & Erobern“) ist eine ursprünglich von den Westwood Studios entwickelte Computerspiel-Reihe aus dem Genre der Echtzeit-Strategiespiele. Das ursprüngliche Konzept stammt von Westwood-Gründer Brett W. Sperry und Designer Joseph Bostic. Wenngleich das ebenfalls von Westwood entwickelte Dune II – Kampf um Arrakis den Grundstein für das Genre legte, gilt Command & Conquer heute neben der Warcraft-Serie als einer der Urväter der Echtzeit-Strategie, da es das Genre mit seiner unkomplizierten Steuerung, der spannenden Geschichte und seiner Mehrspielerfunktion für eine breite Kundenschicht öffnete.

## Beschreibung
Die Command-&-Conquer-Spielserie besteht aus drei unterschiedlichen Universen, die sich deutlich voneinander unterscheiden: Der Tiberium-Reihe sowie dem Alarmstufe-Rot- und Generäle-Universum. Das erste Spiel der Reihe, Command & Conquer: Der Tiberiumkonflikt, erschien 1995 über Virgin Interactive. Bereits ein Jahr später folgte Alarmstufe Rot. 1998 übernahm Publisher Electronic Arts die Entwicklerstudios Westwood und Virgin Interactive Irvine mitsamt den C&C-Markenrechten. Unter dem neuen Publisher veröffentlichte Westwood 1999 Tiberian Sun und Virgin Interactive Irvine, mittlerweile in Westwood Pacific umbenannt, ein Jahr später Alarmstufe Rot 2. Im März 2002 wurde mit Command & Conquer: Renegade zum letzten Mal ein Command-&-Conquer-Spiel von Westwood veröffentlicht. Im März 2003 wurde das Westwood-Hauptstudio geschlossen und die zwischenzeitlich in EA Pacific umbenannte Zweigniederlassung in Irvine mit Dreamworks Interactive zusammengelegt. Mit der Erweiterung zu dem noch von EA Pacific entwickelten Command & Conquer: Generäle ging die Fortführung der Reihe auf EA Los Angeles über.
EA Los Angeles veröffentlichte drei weitere Titel, Tiberium Wars (2007), Alarmstufe Rot 3 (2008) und Tiberian Twilight (2010). Bereits 2009 wurde bekannt, dass EA das C&C-Entwicklerteam nach Fertigstellung von Tiberian Twilight auflösen werde. 2010 wurde EA Los Angeles in Danger Close umbenannt und konzentrierte sich vor allem auf die Weiterentwicklung der Shooter-Reihe Medal of Honor.
Am 11. Dezember 2011 gab der zu Electronic Arts gehörende Spielentwickler BioWare die Entwicklung von Command & Conquer (angekündigt als Generals 2) durch sein Entwicklungsstudio Victory Games bekannt. Das Spiel sollte als Free-to-play-Titel für Mehrspieler veröffentlicht werden, aufgrund von Kundenprotesten folgte jedoch wenig später die Ankündigung einer Einzelspielerkampagne nach Veröffentlichung. Bevor es dazu kommen konnte, gab Electronic Arts kurz vor Fertigstellung am 29. Oktober 2013 bekannt, dass die Entwicklung von Command & Conquer eingestellt und Entwickler Victory Games aufgelöst worden sei. Als Grund wurde das überwiegend negative Feedback der Fans während des geschlossenen Beta-Tests genannt.
Am 13. Dezember 2011, nur zwei Tage nach der Ankündigung von Command & Conquer, kündigte EA die Entwicklung eines Free-to-play-Browserspiels mit dem Namen Command & Conquer: Tiberium Alliances an. Mit der Entwicklung dieses auf HTML5 basierenden Spiels wurde EAs deutsches Tochterunternehmen Phenomic betraut. Das Spiel wurde im Mai 2012 freigegeben.
Am 5. Juni 2020 wurde zum 25. Jubiläum eine Command & Conquer Remastered Collection auf den digitalen Vertriebsplattformen Steam und Origin veröffentlicht. Diese Kollektion beinhaltet Der Tiberiumkonflikt und Alarmstufe Rot sowie die zugehörigen Erweiterungen.
Ende Februar 2025 gab EA den Quellcode von Der Tiberiumkonflikt, Alarmstufe Rot, Renegade und Generals unter der GPL-Lizenz frei.

## Spiele der Command-&-Conquer-Reihe
Nur im deutschsprachigen Raum wurde Alarmstufe Rot als zweiter Teil der Serie vertrieben. In den USA und dem Rest der Welt ist der zweite Teil der Serie erst 1999 mit Tiberian Sun erschienen. Die Alarmstufe-Rot-Reihe wurde als eigenständiges Spiel vertrieben, welches nichts mit der ursprünglichen Command-&-Conquer-Reihe zu tun hatte, ähnlich wie Generäle. Demnach handelt es sich, wenn man es genau nimmt, um drei verschiedene Spielereihen.

### Spiele
- Der Tiberiumkonflikt (engl. Tiberian Dawn) (August 1995)
  - Der Ausnahmezustand (engl. The Covert Operation) (April 1996)
- Alarmstufe Rot (engl. Red Alert) (Oktober 1996)
  - Gegenangriff (engl. Counterstrike) (März 1997)
  - Vergeltungsschlag (engl. The Aftermath) (September 1997)
  - Gegenschlag (engl. Retaliation) (August 1998), zusammengefasste und erweiterte Fassung der Erweiterungen für PlayStation
- Sole Survivor (nicht in Deutschland erschienen) (November 1997)
- Operation Tiberian Sun (engl. Tiberian Sun) (August 1999)
  - Feuersturm (engl. Firestorm) (März 2000)
- Alarmstufe Rot 2 (engl. Red Alert 2) (Oktober 2000)
  - Yuris Rache (engl. Yuri's Revenge) (Oktober 2001)
- Renegade (Februar 2002)
- Generals (Februar 2003), Ursprungsfassung wurde indiziert (2013 aufgehoben), veränderte Neuauflage in Deutschland als Generäle
  - Die Stunde Null (engl. Zero Hour) (September 2003), erste Veröffentlichung nach der Westwood-Schließung
- Tiberium Wars (am 29. März 2007 in Europa veröffentlicht, zeitgleich erschien die „Kane Edition“, welche nicht jugendfrei ist)
  - Kanes Rache (engl. Kane’s Wrath) (27. März 2008)
- Alarmstufe Rot 3 (engl. Red Alert 3) (30. Oktober 2008)
  - Der Aufstand (engl. Uprising) (12. März 2009 als Download)
- Alarmstufe Rot (engl. Red Alert) (2009), auf Alarmstufe Rot 3 basierender iOS-Ableger
- Tiberian Twilight (18. März 2010)
- Tiberium Alliances (Browserspiel) (Mai 2012)
- Rivals (Mobil) (Dezember 2018)
- Legions (Mobil) (2023)

Weitere Spiele befanden sich in der Entwicklung. Dazu zählt Tiberium, welches als Taktikshooter mit dem Spielprinzip von Renegade ausgelegt werden sollte. Dessen Entwicklung wurde Anfang Oktober 2008 eingestellt. Des Weiteren war mit Generals 2 ein Nachfolger von Generals geplant.
Die Community der Spielreihe engagiert sich aktiv und hat mit Renegade X einen kostenlosen Taktikshooter entwickelt. Dabei handelt es sich um eine inoffizielle Neuauflage von Renegade.

### Spielesammlungen

#### Command & Conquer – Die ersten 10 Jahre
Zum zehnjährigen Jubiläum von Command & Conquer wurde am 16. Februar 2006 die Spielesammlung Die ersten 10 Jahre (engl. The First Decade) mit allen Command-&-Conquer-Titeln, außer dem inzwischen nicht mehr benutzbaren Sole Survivor, und ihren Erweiterungen veröffentlicht. Erstmals sind nun auch die ersten beiden Teile ohne weitere Hilfsmittel oder Konfiguration unter Windows XP spielbar. Alle Spiele sind auf einer DVD gespeichert. Beiliegend gibt es noch eine DVD mit englischsprachigem Bonusmaterial und Hintergrundinformationen. Der Mehrspielermodus wurde allerdings nicht überarbeitet und basiert bei den älteren Command-&-Conquer-Titeln weiterhin auf seriellen Verbindungen und IPX-Protokollen, wodurch der Mehrspielermodus erst durch das Installieren des entsprechenden Protokolls (für Windows ab Vista nicht mehr möglich) bzw. das Hinzufügen einer Datei in den Spiele-Ordner für IP-Unterstützung spielbar wird. Zudem werden bei einigen Spielen bestimmte Videos nicht abgespielt, EA hat dieses Problem allerdings mit einem Patch beseitigt. Für verbleibende Probleme existiert ein inoffizieller Patch für die englische Version.

#### The Command & Conquer Saga
Anlässlich des zwölften Geburtstags von Command & Conquer erschien am 31. Januar 2008 die überarbeitete Spielesammlung The Command & Conquer Saga. Darin enthalten sind Command & Conquer – Die ersten 10 Jahre sowie Command & Conquer 3: Tiberium Wars. Insgesamt enthält die Sammlung 13 C&C-Titel. In Deutschland erschien die Command & Conquer Saga mit einer Altersfreigabe von 16 Jahren, dies bedeutet, dass die unzensierte, nicht jugendfreie Version von Command & Conquer 3: Tiberium Wars, auch Kane Edition genannt, nicht enthalten ist. Der Command & Conquer Saga fehlt des Weiteren die offizielle Erweiterung zu Tiberium Wars, Kane’s Wrath (deutsch: Kanes Zorn), welches nachfolgend am 27. März 2008 veröffentlicht wurde. Die überarbeitete Spielesammlung wurde daher bereits nach kurzer Zeit als überholt angesehen und geriet so in Kritik, da eine solche normalerweise den für Sammler und Neueinsteiger relevanten Anspruch auf Vollständigkeit erhebt.

#### Command & Conquer Ultimate Collection
Die Command & Conquer Ultimate Collection erschien am 9. Oktober 2012 und enthält 17 Titel der Serie. Allerdings enthält die Collection nur einen Code und keine DVD, weshalb man für alle Spiele bis zu 40 Gigabyte Daten herunterladen muss, bevor man diese nutzen kann. Dieser Code bietet dafür auch einen vorzeitigen Zugriff auf den nächsten Command-&-Conquer-Titel. Die Sammlung wird über EAs Online-Service Origin digital vertrieben. Über die Lauffähigkeit aller Titel auf den Betriebssystemen „Windows 7 & 8“ gibt es einige negative Äußerungen. Die Spiele erscheinen in Deutschland mit einer Altersfreigabe ab 16 Jahren, weshalb diese in der geschnittenen bzw. abgeänderten Fassung erhältlich sind. Am 7. März 2024 wurde die Sammlung ebenfalls auf Steam veröffentlicht.

#### Command & Conquer Remastered Collection
Die Command & Conquer Remastered Collection erschien am 5. Juni 2020 auf Steam und Origin. Darin enthalten sind Command & Conquer: Der Tiberiumkonflikt sowie Command & Conquer: Alarmstufe Rot und die drei zugehörigen Erweiterungen Der Ausnahmezustand, Command & Conquer: Alarmstufe Rot – Gegenangriff und Command & Conquer: Alarmstufe Rot – Vergeltungsschlag in 4K-Auflösung. Der Multiplayer-Modus, die Benutzeroberfläche und der Soundtrack wurden überarbeitet.

## Musik
Frank Klepacki komponierte die Musik seit dem Beginn von Der Tiberiumkonflikt bis Renegade. Den Soundtrack zu Generäle komponierte erstmals nicht Klepacki, sondern Bill Brown.
Obwohl die meisten Musikstücke von Klepacki stammen, unterscheiden sich die Stilrichtungen in den einzelnen C&C-Teilen. Die Titelmusik im Hauptmenü ist immer das Programmlied des ganzen Teils.
Der Tiberiumkonflikt besteht aus elektronischer-Industrialmusik mit Rock-Elementen. Stücke wie „No mercy“, „Act on instinct“, „Nod Final Theme“ oder „Warfare“ gehören zu den bekanntesten und beliebtesten der ganzen Serie überhaupt. Das Musikstück Nod Final Theme (Originaltitel: Destructible Times, zu deutsch etwa 'zerstörbare Zeiten') stammt von der Band „I AM“, einem Nebenprojekt von Frank Klepacki.
In Blizzards Warcraft II: Tides of Darkness gibt es ein Lied namens Medieval Man, das eine Parodie auf Klepacki's Target („Mechanical Man“) darstellt.
Alarmstufe Rot verzichtet hauptsächlich auf Rock-Elemente (eine Ausnahme stellt unter anderem das Titellied „Hell March“ dar). Die Tracks sind fast alle in der Kategorie Elektro anzusiedeln.
Tiberian Sun behält die Elektro-Industrialelemente bei. Teilweise gehen die Tracks in die Chill-Out-Schiene über. Generell sind die Tracks im Vergleich zu allen anderen Teilen am Langsamsten und „Schwersten“, was zu der düsteren Atmosphäre in diesem Spiel passt. Der (in)offizielle Song zu Tiberian Sun ist „twotribes“ von der Gruppe TAM.
In Alarmstufe Rot 2 und Yuris Rache sind seit dem ersten Teil wieder vermehrt Rockelemente zu hören.
Die Musik von Renegade richtet sich sehr nach der in Der Tiberiumkonflikt. Fast jeder Track hat eine Melodie, welche man aus dem ersten Teil kennt.
Die Soundtracks zu Generals (beschnitten: Generäle) wurden von Bill Brown komponiert. Er richtet sich nach der Seite, die man spielt. Die USA (beschnitten: Westliche Allianz) haben „amerikanische Militärmusik“ (patriotisch angehauchte Instrumentalmusik), China (beschnitten: Asiatischer Pakt) Musik mit fernöstlichen Elementen und die Musik der GBA (beschnitten: IBG) besteht aus einer Mischung aus orientalischen und afrikanischen Klängen. Bei allen drei Richtungen sind wieder Rock-Elemente enthalten.
Einzelne Melodien kommen immer wieder verbaut in anderen Tracks vor. Zum Beispiel den Track – der Anfang von allem – „Act on instinct“ in Der Tiberiumkonflikt findet man angedeutet in „Face the enemy 2“ in Alarmstufe Rot wieder und in Renegade, wenn man gegen Raveshaw kämpft. Teilweise werden auch bestimmte Tracks fortgesetzt, zum Beispiel „Hell March“ (Alarmstufe Rot), „HM 2“ (Alarmstufe Rot 2) und „Hell March 3“ (Alarmstufe Rot 3) mit der gleichen Melodie.
Eine weitere Besonderheit: Man kann (außer in Generäle, Tiberium Wars und Renegade) auf eine Auflistung der Musikstücke zugreifen und nach Wunsch bestimmte Tracks anhören, stoppen und wiederholen.
Die Musik von Command and Conquer 3: Tiberium Wars wurde von Steve Jablonsky und Trevor Morris komponiert.

## Einfluss
Nach einer fiktiven Massenvernichtungswaffe aus C&C, der Ionenkanone, ist die Software Low Orbit Ion Cannon benannt. Diese wird teilweise für DDoS-Angriffe genutzt.
Die russische Botschaft in Großbritannien hat in einer Twitter-Kurzmeldung zum Bürgerkrieg in Syrien einen Screenshot aus dem Spielteil Stunde Null statt eines realen Lagebildes verwendet. Die Meldung wurde am 13. Mai 2016 mit dem Inhalt „Extremisten nahe Aleppo erhalten mehrere Wagenladungen chemischer Munition“ veröffentlicht. Auf dem Screenshot befindet sich der Hinweis "Image used for illustration purposes only" (Aus dem Englischen übersetzt: Das Bild dient nur der Veranschaulichung).

## Romane
- Keith DeCandido: Command & Conquer: Tiberium Wars, Panini Verlag, 2007, ISBN 3-8332-1644-1.